# Elance
Elance war eine globale Plattform für Online Outsourcing. Auftraggeber konnten unabhängige Freelance-Fachkräfte engagieren und Online-Instrumente nutzen, um Teams und Projekte weltweit zu koordinieren. Unabhängige Auftragnehmer legten Onlineprofile und -portfolios an, gaben Gebote für Jobs ab, kollaborierten mit ihren Auftraggebern über die Webseite von Elance und erhielten auch ihre Bezahlung über die Plattform. Größte Wettbewerber im Bereich des Online Outsourcings waren freelancer.com, sowie in Europa twago. Ende 2013 bzw. April 2014 schloss sich Elance mit oDesk, einem ihrer bis dorthin größten Wettbewerber, zusammen. Im Mai 2015 starteten Elance-oDesk gemeinsam unter Upwork.

## Hintergrund
Die Gründer von Elance wurden von einem Harvard-Business-Review-Artikel aus dem Jahr 1998 mit dem Titel „The Dawn of the E-Lance Economy“ (etwa: der Anbruch der E-lance Wirtschaft) zur Gründung des Unternehmens inspiriert. Sie sahen die Notwendigkeit für eine Technologie, die es ermöglichte virtuelle Arbeit zu unterstützen. Somit wurde die erste Version der Webseite im Jahr 1999 lanciert. Zwei Jahre später führte Elance ein Anbietermanagementsystem für Auftragnehmer und Dienstleistungen von Dritten für große Unternehmen ein. Im Jahr 2006 verkaufte Elance seine Unternehmenssoftwaresparte und begann mit der Entwicklung der aktuellen netzbasierten Plattform für Onlinearbeit. 

Mit Stand Februar 2012 wird Elance von ca. 140.000 Unternehmen und 1,4 Mio. registrierten Auftragnehmern genutzt, die bisher zusammen mehr als 500 Mio. US-$ eingenommen haben.

## Elance

### Auftraggeber
Unternehmen können Elance’ Webseite nutzen, um Jobs auszuschreiben, nach Auftragnehmern zu suchen und Gebote einzuholen. Sie können Auftragnehmer, die sich für den Job bewerben, vergleichen, indem sie sich deren Qualifikationen, bisher erledigte Jobs, Bewertungen, Portfolios und die Ergebnisse der Fähigkeitstests anschauen. Sobald ein Auftragnehmer ausgewählt wird, werden die gesamte Kommunikation, der Dateienaustausch und die Bezahlung direkt zwischen beiden Parteien über den Online-Arbeitsraum von Elance abgewickelt. Für stundenbasierte Jobs werden automatisch Zeitkarten (timesheets) erstellt und Elance’ optionales Work View-Instrument liefert ein offizielles Protokoll der erledigten Arbeit. Für projektbasierte Jobs werden Meilensteine gesetzt, um das Projekt zu untergliedern und eine genaue Übersicht über den Fortschritt zu bekommen. Die Bezahlungen werden von Elance treuhänderisch zurückgehalten und erst ausgezahlt, sobald ein Meilenstein und somit ein Zwischenziel erreicht und bestätigt wurde. Wenn ein Auftragnehmer einem Auftraggeber einen Stundenlohn oder einen festgesetzten Preis anbietet, rechnet Elance automatisch eine Servicegebühr zwischen 6,75 % und 8,75 % hinzu. Nachdem Elance die Bezahlung für die in Rechnung gestellte Arbeitsleistung vom Auftraggeber erhält, wird die Gebühr abgezogen und der Rest dem Konto des Auftragnehmers gutgeschrieben.

### Auftragnehmer
Professionelle Freelancer können die Webseite von Elance nach möglichen Jobs durchstöbern, nach Auftraggebern suchen, Gebote für Jobs abgeben und dann über den Online-Arbeitsraum zusammenarbeiten. Dort werden Nachrichten mit dem Auftraggeber ausgetauscht und Arbeitsdateien hochgeladen. Jeder Auftragnehmer hat ein individuelles Profil, welches bisher erledigte Jobs und deren Bewertungen, ein Portfolio und spezifische Fähigkeiten sowie Hintergrundinformationen zur Ausbildung darstellt. Diese Informationen können von einem potenziellen Auftraggeber überprüft werden. Registrierte Nutzer können monatlich bis zu 15 Gebote für Jobs kostenlos abgeben, während bezahlte Mitgliedschaften zusätzliche Gebote erlauben. Die Bezahlung für erledigte Arbeit ist sowohl für stundenbasierte als auch für projektbasierte Arbeit garantiert, wenn dafür das System von Elance benutzt wurde. 

Eine Umfrage unter Auftragnehmern aus dem Jahr 2011 zeigte, dass unter 36 % der Befragten Elance die einzige Einkommensquelle war. Weiterhin gaben 69 % an, mindestens einen Bachelor-Abschluss zu besitzen.
Die Auftragsnehmer können aus demselben Land wie der Auftraggeber kommen (Onshoring) oder aus dem Ausland stammen (Offshoring).

## Fähigkeiten
IT-Jobs wie Web- und App-Programmierung sowie -entwicklung tragen die überwiegende Mehrheit (59 %) zu Elance’ Einnahmen bei, gefolgt von kreativen Jobs (24 %), Marketing (7 %) und operativen Jobs (7 %). Beliebt sind außerdem Jobs für Autoren und Grafikdesigner. Elance unterhält eine Liste über die 100 meistgefragten Fähigkeiten und im Jahr 2011 standen PHP-Programmierung, WordPress-Programmierung, das Artikelschreiben, Grafikdesign und HTML-Programmierung ganz oben auf der Liste. Genaue Informationen, inklusive der weltweiten Zahlen an Jobzuwächsen und Verdiensten bei den meistgefragten Fähigkeiten, stellt Elance auf seiner Webseite zur Verfügung.

## Auszeichnungen und Anerkennungen
Elance wird als Beispiel für das entstehende Muster von informeller Arbeitsplatzkommunikation, die Nutzung von Instrumenten der sozialen Medien und cloudbasierter Anwendungen zwecks Produktivitätssteigerung angeführt. Elance geht außerdem auf den zunehmend liquide werdenden Arbeitsmarkt ein, indem es den direkten Kontakt zwischen Auftragnehmern mit spezifischen Fähigkeiten und Auftraggebern mit spezifischen Wünschen vereinfacht. Die Verluste und der Aufwand bei der Suche nach Fachkräften werden damit reduziert und die Wirtschaft profitiert insgesamt davon. 

Dadurch, dass Unternehmen vermehrt darauf bedacht sind projektbasiertes Personal zu engagieren, anstatt traditionelle Vollzeitkräfte zu beschäftigen, gewinnen Freelance-Plattformen wie Elance zunehmend an Bedeutung. Unternehmer unterstützen den Trend, da ihre Personalausgaben gesenkt werden, während Arbeitnehmer von einer höheren Jobsicherheit profitieren, da sie für mehrere Arbeitgeber tätig sind. Projektbasierte Anstellungen erlauben zudem auch kleineren Unternehmen Zugang zu hochqualifizierten Fachkräften zu einem erheblich niedrigeren Preis im Vergleich zu Festangestellten. 

Im Jahr 2009 wurde Elance als eins von CNETs Webware 100 ausgewählt, eine Auszeichnung, die Produkte und Dienstleistungen anerkennt, die Web 2.0-Ideale von Zusammenarbeit und Cloud-Computing verkörpern.